# Tour de France 2015/12. Etappe
Die 12. Etappe der Tour de France 2015 fand am 16. Juli 2015 statt. Sie führte von Lannemezan über 195 Kilometer nach Plateau de Beille. Es gab insgesamt vier Bergwertungen, eine der zweiten Kategorie, zwei der ersten Kategorie und mit der Bergankunft in Plateau de Beille eine der Hors Catégorie. Außerdem gab es einen Zwischensprint nach 20 Kilometern in Saint-Bertrand-de-Comminges. Die zwölfte Etappe zählte als Hochgebirgsetappe. Es gingen 177 Fahrer an den Start.

## Rennverlauf
Der Zwischensprint war nach nur 20 Etappenkilometern angesetzt, sodass die Sprintermannschaften gleich mit hohem Tempo zu fahren begannen, um den Sprintern möglichst hohe Punktzahlgewinne zu ermöglichen. Den Zwischensprint gewann André Greipel vor John Degenkolb und Peter Sagan. Greipel rückte in der Punktewertung damit wieder auf zwei Zähler an Sagan heran. Direkt nach dem Zwischensprint bildete sich dann eine Gruppe aus 22 Fahrern, von denen die prominentesten Romain Bardet, Joaquim Rodríguez, Michał Kwiatkowski, Jakob Fuglsang und Sylvain Chavanel waren. Der Abstand lag vor der ersten Bergwertung bei rund fünf bis sechs Minuten. Die ersten Bergpunkte des Tages sicherte sich Georg Preidler aus der Spitzengruppe vor Jérémy Roy und Lieuwe Westra. Letzterer erhöhte später das Tempo, sodass einige Fahrer aus der Spitzengruppe den Anschluss verloren. Die zweite Bergwertung am Col de la Core gewann Kristijan Đurasek vor Preidler und Mickaël Chérel. Der Vorsprung der Ausreißer lag inzwischen bei über zehn Minuten.
Im weiteren Verlauf setzten sich vor dem Port de Lers Kwiatkowski, Preidler und Sep Vanmarcke von der Gruppe ab und fuhren allein in Front. Sie konnten schnell über zwei Minuten auf ihre Verfolger gutmachen. Noch vor Erreichen der Bergwertung fiel Preidler wieder zurück, sodass sich Kwiatkowski die Bergpunkte vor Vanmarcke sichern konnte. Dritter wurde Chérel. Auch Rodríguez, Bardet, Fuglsang, Chérel, Romain Sicard, Gorka Izagirre und Louis Meintjes waren noch in der direkten Verfolgergruppe vertreten. In der Abfahrt hatte die Rennspitze mit Kwiatkowski und Vanmarcke etwas mehr als zehn Minuten Vorsprung auf das Hauptfeld.
Am Anstieg zum Plateau de Beille fiel Vanmarcke vorn zurück, Kwiatkowski war allein an der Spitze. Jakob Fuglsang sorgte mit einer Tempoverschärfung für das Auseinanderbrechen der Verfolgergruppe. Ihm konnten nur noch Romain Bardet und Joaquim Rodríguez folgen. Der Spanier Rodríguez konnte seine beiden Begleiter nach einer Attacke abschütteln und überholte auch Kwiatkowski, der wenig später auch Fuglsang vorbeiziehen lassen musste. Im Feld der Favoriten gab es Attacken von Alberto Contador, Vincenzo Nibali, Nairo Quintana und Alejandro Valverde, die aber von der Sky-Mannschaft um Chris Froome abgewehrt werden konnten. Unterdessen hatte Rodríguez seinen Vorsprung bereits auf über eine Minute vergrößern können und gewann die Bergankunft schließlich mit 1:12 Minuten vor Fuglsang. Dritter wurde Bardet. Die Favoritengruppe kam mit 6:47 Minuten Rückstand ins Ziel.

## Punktewertungen
| Zwischensprint in Saint-Bertrand-de-Comminges nach 20 km auf 459 m |                        |                          |         |
| 1.                                                                 | Deutschland            | André Greipel (LTS)      | 20 Pkt. |
| 2.                                                                 | Deutschland            | John Degenkolb (TGA)     | 17 Pkt. |
| 3.                                                                 | Slowakei               | Peter Sagan (TCS)        | 15 Pkt. |
| 4.                                                                 | Vereinigtes Konigreich | Mark Cavendish (EQS)     | 13 Pkt. |
| 5.                                                                 | Belgien                | Jens Debusschere (LTS)   | 11 Pkt. |
| 6.                                                                 | Niederlande            | Lieuwe Westra (AST)      | 10 Pkt. |
| 7.                                                                 | Frankreich             | Bryan Coquard (EUC)      | 9 Pkt.  |
| 8.                                                                 | Niederlande            | Koen de Kort (TGA)       | 8 Pkt.  |
| 9.                                                                 | Niederlande            | Roy Curvers (TGA)        | 7 Pkt.  |
| 10.                                                                | Frankreich             | Nicolas Edet (COF)       | 6 Pkt.  |
| 11.                                                                | Frankreich             | Romain Sicard (EUC)      | 5 Pkt.  |
| 12.                                                                | Spanien                | Imanol Erviti (MOV)      | 4 Pkt.  |
| 13.                                                                | Kroatien               | Kristijan Đurasek (LAM)  | 3 Pkt.  |
| 14.                                                                | Frankreich             | Matthieu Ladagnous (FDJ) | 2 Pkt.  |
| 15.                                                                | Frankreich             | Thomas Voeckler (EUC)    | 1 Pkt.  |

| Etappenziel in Plateau de Beille nach 195 km auf 1780 m |                        |                          |         |
| 1.                                                      | Spanien                | Joaquim Rodríguez (KAT)  | 20 Pkt. |
| 2.                                                      | Danemark               | Jakob Fuglsang (AST)     | 17 Pkt. |
| 3.                                                      | Frankreich             | Romain Bardet (ALM)      | 15 Pkt. |
| 4.                                                      | Spanien                | Gorka Izagirre (MOV)     | 13 Pkt. |
| 5.                                                      | Sudafrika              | Louis Meintjes (MTN)     | 11 Pkt. |
| 6.                                                      | Tschechien             | Jan Bárta (BOA)          | 10 Pkt. |
| 7.                                                      | Frankreich             | Romain Sicard (EUC)      | 9 Pkt.  |
| 8.                                                      | Frankreich             | Mickaël Chérel (ALM)     | 8 Pkt.  |
| 9.                                                      | Spanien                | Alejandro Valverde (MOV) | 7 Pkt.  |
| 10.                                                     | Vereinigtes Konigreich | Chris Froome (SKY)       | 6 Pkt.  |
| 11.                                                     | Kolumbien              | Nairo Quintana (MOV)     | 5 Pkt.  |
| 12.                                                     | Frankreich             | Thibaut Pinot (FDJ)      | 4 Pkt.  |
| 13.                                                     | Vereinigte Staaten     | Tejay van Garderen (BMC) | 3 Pkt.  |
| 14.                                                     | Spanien                | Alberto Contador (TCS)   | 2 Pkt.  |
| 15.                                                     | Frankreich             | Pierre Rolland (EUC)     | 1 Pkt.  |

## Bergwertungen
| Col de Portet-d’Aspet Kategorie 2 nach 57,5 km auf 1069 m 4,3 km bei 9,7 % |             |                         |        |
| 1.                                                                         | Osterreich  | Georg Preidler (TGA)    | 5 Pkt. |
| 2.                                                                         | Frankreich  | Jérémy Roy (FDJ)        | 3 Pkt. |
| 3.                                                                         | Niederlande | Lieuwe Westra (AST)     | 2 Pkt. |
| 4.                                                                         | Frankreich  | Anthony Delaplace (BSE) | 1 Pkt. |

| Col de la Core Kategorie 1 nach 93 km auf 1395 m 14,1 km bei 5,7 % |            |                          |         |
| 1.                                                                 | Kroatien   | Kristijan Đurasek (LAM)  | 10 Pkt. |
| 2.                                                                 | Osterreich | Georg Preidler (TGA)     | 8 Pkt.  |
| 3.                                                                 | Frankreich | Mickaël Chérel (ALM)     | 6 Pkt.  |
| 4.                                                                 | Frankreich | Matthieu Ladagnous (FDJ) | 4 Pkt.  |
| 5.                                                                 | Frankreich | Sylvain Chavanel (IAM)   | 2 Pkt.  |
| 6.                                                                 | Frankreich | Romain Bardet (ALM)      | 1 Pkt.  |

| Port de Lers Kategorie 1 nach 144 km auf 1517 m 12,9 km bei 6,0 % |            |                          |         |
| 1.                                                                | Polen      | Michał Kwiatkowski (EQS) | 10 Pkt. |
| 2.                                                                | Belgien    | Sep Vanmarcke (TLJ)      | 8 Pkt.  |
| 3.                                                                | Frankreich | Mickaël Chérel (ALM)     | 6 Pkt.  |
| 4.                                                                | Sudafrika  | Louis Meintjes (MTN)     | 4 Pkt.  |
| 5.                                                                | Frankreich | Romain Bardet (ALM)      | 2 Pkt.  |
| 6.                                                                | Danemark   | Jakob Fuglsang (AST)     | 1 Pkt.  |

| Plateau de Beille Kategorie HC nach 195 km auf 1780 m 15,8 km bei 7,9 % |                        |                          |         |
| 1.                                                                      | Spanien                | Joaquim Rodríguez (KAT)  | 50 Pkt. |
| 2.                                                                      | Danemark               | Jakob Fuglsang (AST)     | 40 Pkt. |
| 3.                                                                      | Frankreich             | Romain Bardet (ALM)      | 32 Pkt. |
| 4.                                                                      | Spanien                | Gorka Izagirre (MOV)     | 28 Pkt. |
| 5.                                                                      | Sudafrika              | Louis Meintjes (MTN)     | 24 Pkt. |
| 6.                                                                      | Tschechien             | Jan Bárta (BOA)          | 20 Pkt. |
| 7.                                                                      | Frankreich             | Romain Sicard (EUC)      | 16 Pkt. |
| 8.                                                                      | Frankreich             | Mickaël Chérel (ALM)     | 12 Pkt. |
| 9.                                                                      | Spanien                | Alejandro Valverde (MOV) | 8 Pkt.  |
| 10.                                                                     | Vereinigtes Konigreich | Chris Froome (SKY)       | 4 Pkt.  |

## Aufgaben
- Zakkari Dempster (BOA): Aufgabe während der Etappe (auf der 11. Etappe bereits außerhalb der Karenzzeit, aufgrund der schweren Umstände (z. B.Hitze) wurde er aber nicht aus dem Rennen genommen; fiel auf der 12. Etappe erneut zurück[1])
- Alex Dowsett (MOV): Aufgabe während der Etappe (Verletzungsfolgen der 4. Etappe am Ellenbogen[2])